# Nicholas Amhurst
Nicholas Amhurst (Marden, Kent, 16 de outubro de 1697 – Twickenham, 27 de abril de 1742) foi um poeta e escritor político inglês.

## Biografia
Amhurst nasceu em Marden, Kent. Foi educado na Merchant Taylors' School e no St John's College, Oxford. Em 1719 foi expulso da universidade, motivado por irregularidades de conduta, mas na realidade (segundo o seu próprio relato), por causa de seus princípios whig. Seu pensamento político estava sempre evidente em muitas de suas obras: na epístola de congratulações a Addison, em Protestant Popery; ou na Convocation (1718), um ataque contra os adversários do bispo Benjamin Hoadly; e na Seção Protestante por um membro do Clube da Constituição em Oxford (1719), dirigido a James, primeiro Conde Stanhope, e impresso anonimamente, mas, sem dúvida, por Amhurst.
Amhurst satirizou a moral de Oxford em Strepkon's Revenge; a Satire on the Oxford Toasts (1718), e atacou de vez em quando a administração da universidade e seus principais membros. Um velho costume de Oxford permitia, em ocasiões públicas, que algumas pessoas fizessem da tribuna um discurso satírico, bem humorado, cheio de escândalos da universidade. Este orador era conhecido por "Terræ filius'. Em 1721 Amhurst produziu uma série de jornais satíricos bissemanais sob este nome, que foram publicados por sete meses e, incidentalmente, forneciam informações muito curiosas. Essas publicações foram reimpressas em 1726 em dois volumes como Terræ Filius, ou, a História Secreta da Universidade de Oxford. Amhurst reuniu seus poemas em 1720, e escreveu outra sátira da universidade, Oculus Britanniæ, em 1724.
Ao deixar Oxford para morar em Londres tornou-se um panfletário de destaque do partido de oposição (whig). Em 5 de dezembro de 1726 publicou o primeiro número do The Craftsman, um periódico semanal, que editou sob o pseudônimo de Caleb D'Anvers. A revista era voltada principalmente para derrubar Sir Robert Walpole do governo; há alguma discussão sobre os seus efeitos, e a maioria dos historiadores concorda que ela fazia um pouco mais do que pregar aos convertidos. Não obstante, alcançou uma tiragem de 10 000 cópias e foi uma das maiores revistas do seu tempo com autores como Henry Fielding, John Gay e Alexander Pope contribuindo para isso. Para este sucesso editorial Amhurst não foi talvez o principal responsável. Foi fundada, e no início financiada, por Henry St John, 1 º Visconde Bolingbroke e William Pulteney, o último dos quais foi um colaborador frequente e cáustico. Em 1737 uma carta imaginária de Colley Cibber foi inserida, na qual ele sugeria que muitas peças de Shakespeare e de dramaturgos mais antigos continham passagens que poderiam ser consideradas sediciosas. Ele, portanto, desejava ser nomeado censor de todas as peças que fossem apresentadas no teatro. Isto foi considerado um libelo "suspeito", e foi emitido um mandado de prisão para o editor. Amhurst se apresentou, e sofreu uma pena de prisão de curta duração. Por ocasião da derrubada do governo em 1742, os líderes da oposição não fizeram nada de útil para a editor do Craftsman, e essa negligência, é dita, ter apressado a morte de Amhurst, que ocorreu em Twickenham.